# Lou Marini
Louis William Marini Jr. (Charleston, 13 de maio de 1945), conhecido como "Blue Lou" Marini, é um saxofonista, arranjador e compositor americano. Ele é mais conhecido por seu trabalho no jazz, rock, blues e soul music, bem como por sua associação com The Blues Brothers.

## Carreira
Graduado pela Fairless High School, em Navarra, Ohio, Marini é saxofonista, arranjador, compositor, capaz de tocar diversos instrumentos de sopro, tais como: saxofone soprano, alto e tenor, flauta, flautim, flauta alto e clarinete. Seu pai, Lou Marini, Sr., era o chefe da banda Fairless.
Lou foi um dos membros originais do Saturday Night Live Band, tocando no programa de 1976 a 1983. Uma memória viva dos muitos veteranos do SNL, com seu saxofone ao abrir e  encerrar cada episódio.
Foi o saxofonista da banda de Billy Preston no talkshow "Vida Noturna", apresentado pelo comediante David Brenner, e fez inúmeras aparições no Late Show with David Letterman, no Grammy Awards e outros programas de televisão. 
Além dos seus projetos de televisão, Lou Marini participou de filmes como o clássico cult dos anos 1980 The Blues Brothers, em que fez o papel do saxofonista solista "Blue Lou".
Ainda hoje, Lou e os outros membros da The Blues Brothers tocam em todo o mundo.
Trabalhou com artistas como Eric Clapton, Aretha Franklin, Tony Bennett, Stevie Wonder, Diana Ross, Donald Fagen, José Carreras, Maureen Mc Govern, Lou Reed, e Frank Zappa.
Além de colaborar com aclamados artistas individuais, Blue Lou tocou com bandas como Aerosmith, Rolling Stones, Dr. John, Blood, Sweat & Tears, e The Band.
Lou tocou ainda ao lado de alguns de seus ídolos da infância, como Woody Herman, Stan Kenton, Buddy Rich, Thad Jones-Mel Lewis, e Doc Severinson.
Recentemente, gravou o seu próprio álbum, "Big Band", co-produzido com o pianista Ray Reach [LOU'S BLUES - Lou Marini & the Magic City Jazz Orchestra.

## Vida pessoal
Marini nasceu em Charleston, Carolina do Sul. Seus pais eram imigrantes italianos da região do Trentino. Ele se formou na Fairless High School em Navarre, Ohio. Seu pai, Lou Marini Sr., era o diretor da banda da escola e escreveu a música da escola. Fairless concede o prêmio anual Lou Marini em homenagem a Marini Sênior, que morreu em maio de 2008. Tanto Lou Marini Sênior quanto Lou Marini Jr. foi nomeado diretor artístico do primeiro Brianza Blues Festival, em Villa Reale (Monza, Itália). Marini frequentou a North Texas State University College of Music (agora conhecida como University of North Texas College of Music), onde tocou na One O'Clock Lab Band. De 1972 a 1974 tocou no Blood, Sweat & Tears. De 1975 a 1983, ele tocou na banda house Saturday Night Live. Ele foi membro da banda The Blues Brothers, aparecendo no filme The Blues Brothers e sua sequência, Blues Brothers 2000 , fazendo o papel de "Blue Lou", apelido dado por Dan Aykroyd.
Ele tocou no álbum Zappa de Frank Zappa de 1977 em Nova York, no álbum Desire Wire de Cindy Bullens de 1978, e trabalhou com Aerosmith, Deodato, Maureen McGovern, Steely Dan, James Taylor, Dionne Warwick, Buddy Rich Big Band e a Orquestra Woody Herman.